# Вознесенский спуск
Вознесенский спуск (укр. Вознесенський узвіз) — улица в Шевченковском районе города Киева, местность Кудрявец. Пролегает от улицы Сечевых Стрельцов до Глубочицкой улицы, соединяя Кудрявец с Подолом.
К Вознесенскому спуску примыкают Несторовский и Кияновский переулки, Петровская и Кудрявская улицы.

## История
Улица возникла на древней дороге от Подола до Старого Киева. С XVIII столетия известна под названием Вознесенский спуск — от Вознесенской церкви, располагавшейся на нём в 1718—1879 годах; от неё же получили названия и прилегающие к Вознесенскому спуску — Вознесенский переулок (теперь Кияновский переулок) и улица Вознесенский Яр (теперь Петровская улица).
В 1863 году официально переименована в Илларионовский спуск, по имени умершего Киевского генерал-губернатора Иллариона Илларионовича Васильчикова (по его распоряжению улица была упорядочена и вымощена брусчаткой). Однако часть чётной стороны улицы и в дальнейшем сохранила название Вознесенский спуск (между улицей Сечевых Стрельцов и нынешней Украинской академией искусств).
В 1876 году во время строительных работ на Вознесенском спуске в Киеве нашли 120 монет (сребреников).
В конце 1920-х годов спуск был назван в честь И. Ф. Смирнова — с 1928 года (сначала названа как улица Смирнова), а в 1931 году переименована в спуск Смирнова-Ласточкина (повторное постановление — в 1944 году), но название «спуск» на практике не устоялось. В 1941—1944 годах улица снова имела название Вознесенский спуск.
В 2008 году Комиссия по переименованию улиц, установления памятных знаков и мемориальных досок Киевской государственной администрации рекомендовала Киевсовету переименовать улицу Смирнова-Ласточкина в Вознесенский спуск, однако официальное переименование не состоялось.
19 марта 2015 депутаты Киевсовета проголосовали за возвращение улице исторического названия — Вознесенский спуск; решение вступило в силу 24 апреля того же года.

## Застройка
Территория улицы входит в заповедную зону. Во времена Киевской Руси тут находилось торгово-ремесленное предместье — Копырев конец. Памятником о тех временах является фундамент церкви XII столетия, который раскопан на территории Академии искусств Украины.
По городскому расписанию принадлежала к 4-му разряду, в 1914 году частично переведена во 2-й разряд. Чётко делится на две части: относительно ровную улицу от нынешней улицы Сечевых Стрельцов до Академии искусств Украины и крутой спуск с тесными усадьбами и невысокой застройкой.
На улице осталось несколько зданий XIX столетия. Здание № 13 возведённый в 1893 году в стиле историзм, здание № 18 — в 1895 году. Здание № 26 возведено в конце XIX — начале XX столетия в кирпичном стиле с чертами ренессанса.
Памятником истории и архитектуры является здание бывшей Духовной семинарии, где сейчас располагается Национальная академия изобразительного искусства и архитектуры. Её построил в 1899—1901 годах архитектор Е. Морозов, в кирпичном стиле. В 1918—1919 годах тут размещались казармы корпусу Украинских сечевых стрильцов во главе с Е. Коновальцем и А. Мельником.

## Выдающиеся личности, связанные с Вознесенским спуском
В здании № 13 жил архитектор И. В. Моргилевский (в 1925—1942 годах). В здании № 18 в 1914—1930 годах проживал украинский художник А. К. Богомазов, в здании № 27 — график Лесь Лозовский.

## Памятники и мемориальные доски
- дом № 7 (церковь св. Василия) — памятник святому Василию. Установлен 16 января 2011 года.
- дом № 7 (церковь св. Василия) — памятный знак в честь 1020-летия крещения Руси. Открыт 24 августа 2008 года.
- дом № 7 (церковь св. Василия) — мемориальная доска в честь посещение церкви св. Василия Папой Римским Иоаном Павлом II 25 июля 2001 года.
- дом № 13 — мемориальная доска в честь профессора И. В. Моргилевского. Открыта в 1993 году, скульптор города Шутилов, архитектор Д. Антонюк.
- дом № 18 — мемориальная доска в честь художника Богомазова. Открыта 19 ноября 2002 года, скульптор Б. С. Довгань, архитектор Ф. И. Юрьев.
- дом № 20 — мемориал художникам — жертвам репрессий.
- дом № 20 — памятник художнице Марии Примаченко. Открыт 24 июня 2009 года.
- дом № 20 — памятник Я. С. Приходько, студенту Киевского художественного института, который пошёл на фронт Великой Отечественной войны и погиб. Открыт в 1963 году.
- дом № 20 — мемориал погибшим студентам и сотрудникам Киевского художественного института, которые погибли во время Великой Отечественной войны.
- дом № 20 — мемориальная доска основателям Академии искусств Украины. Открыта в 1994 году.

## Учреждения
- Национальная академия изобразительного искусства и архитектуры (дом № 20)
- Больница для учёных НАН Украины (дом № 22)
- Храм и монастырь св. Василия Великого УГКЦ (дом № 7)